# Gergely Farkas
Dans le nom hongrois Farkas Gergely, le nom de famille précède le prénom, mais cet article utilise l’ordre habituel en français Gergely Farkas, où le prénom précède le nom.
 (novembre 2017).
Si vous disposez d'ouvrages ou d'articles de référence ou si vous connaissez des sites web de qualité traitant du thème abordé ici, merci de compléter l'article en donnant les références utiles à sa vérifiabilité et en les liant à la section « Notes et références ».
Gergely Farkas, né le 3 novembre 1986 à Kecel, est une personnalité politique hongroise, député à l'Assemblée hongroise, membre du groupe Jobbik.